# Louis Pelâtre
Louis-Armel Pelâtre AA (* 12. Mai 1940 in Pancé, Frankreich) ist ein französischer Ordensgeistlicher, römisch-katholischer Bischof und emeritierter Apostolischer Vikar von Istanbul sowie Apostolischer Administrator von Istanbul der Griechen und Patriarchaladministrator von Istanbul der Melkiten.

## Leben
Der in Frankreich geborene Pelâtre trat nach seiner Schulausbildung in die Kongregation der Assumptionisten ein, legte dort die Profess ab und empfing am 24. Mai 1969 die Priesterweihe. Als Missionar in der Türkei tätig, ernannte ihn Papst Johannes Paul II. am 9. Juni 1992 zum Titularbischof von Sasima und bestellte ihn zum Apostolischen Vikar von Istanbul. Die Bischofsweihe spendete ihm am 13. September 1992 der damalige Apostolische Nuntius in der Türkei, Sergio Sebastiani; Mitkonsekratoren waren Hovhannes Tcholakian, Erzbischof von Istanbul der Armenier, und Antónios Varthalítis, Erzbischof von Korfu, Zakynthos und Kefalonia.
Er war Präsident der Türkischen Bischofskonferenz.
Papst Franziskus nahm am 16. April 2016 seinen altersbedingten Rücktritt an.

## Schriften
- mit Joseph Ract: Lieux Chretiens D’Istanbul. Isis Press, Istanbul 2006, ISBN 9754283249